# Containerskib
Et containerskib transporterer udelukkende gods der er pakket i ISO-containere. Godshåndtering i havnene og surring af containere på skibene er enkel, og dermed er liggetiden i havnene kort for et containerskib i sammenligning med et traditionelt stykgodsskib, og derfor foretrækkes containerskibe i stadig større grad. De store containerskibe som Colombo Express er afhængige af moderne containerterminaler i havnene, og derfor er der stadig et marked for stykgodsskibe med eget lastearrangement.
Der kan transporteres alle former for gods, fast og flydende i forskellige typer containere på et containerskib. Containerne har standardmål og passer til skibenes surringsarrangement. Typisk er lastrummene indrettet med styreskinner, som containerne glider ned i, så yderligere surring i lastrummene ikke er nødvendig. På dæk bliver containerne stakket med låsesko i hjørnerne mellem containerne, og der anvendes stangsurringer eller kædesurringer på containerstakkene. 